# Платеро, Рамон
Рамо́н Пердомо Платеро (исп. Ramón Perdomo Platero; 31 декабря 1894, Монтевидео — 5 августа 1950, Сантус) — уругвайский футбольный тренер.

## Карьера
Платеро возглавлял сборную Уругвая на чемпионате Южной Америки, на котором уругвайцы одержали победу. В том же году сборной был выигран Кубок Ньютона, а два года спустя — Кубок Липтона. В 1919 году Рамон уехал в Бразилию, где возглавил «Флуминенсе», который одержал победу в розыгрыше чемпионата штата Рио-де-Жанейро. Недолго возглавлял «Сантос». В 1921 году он стал главным тренером клуба «Фламенго». 13 мая команда под его руководством провела первый матч, в котором сыграла вничью с «Бангу» 3:3. Всего под его руководством клуб сыграл 9 матчей, из которых выиграл три, а два свёл вничью. На следующий год уругваец стал тренером «Васко да Гамы». В первый же год клуб смог выиграть серию В чемпионата Рио-де-Жанейро, а в два последующих — два титула чемпиона штата. В период нахождения на посту главного тренера «Васко», Платеро возглавлял сборную Бразилии на южноамериканском чемпионате, где бразильцы выиграли серебряные медали. Затем тренер работал в «Ботафого», дважды в «Палмейрасе», «Васко» и «Сан-Паулу».

## Достижения
- Чемпион Южной Америки: 1917
- Обладатель Кубка Ньютона: 1917
- Обладатель Кубка Липтона: 1919
- Чемпион штата Рио-де-Жанейро: 1919, 1923, 1924